# Palazzetto di via Porta Salara
Il Palazzetto di via Porta Salara è un edificio di Pavia, in Lombardia

## Storia e descrizione

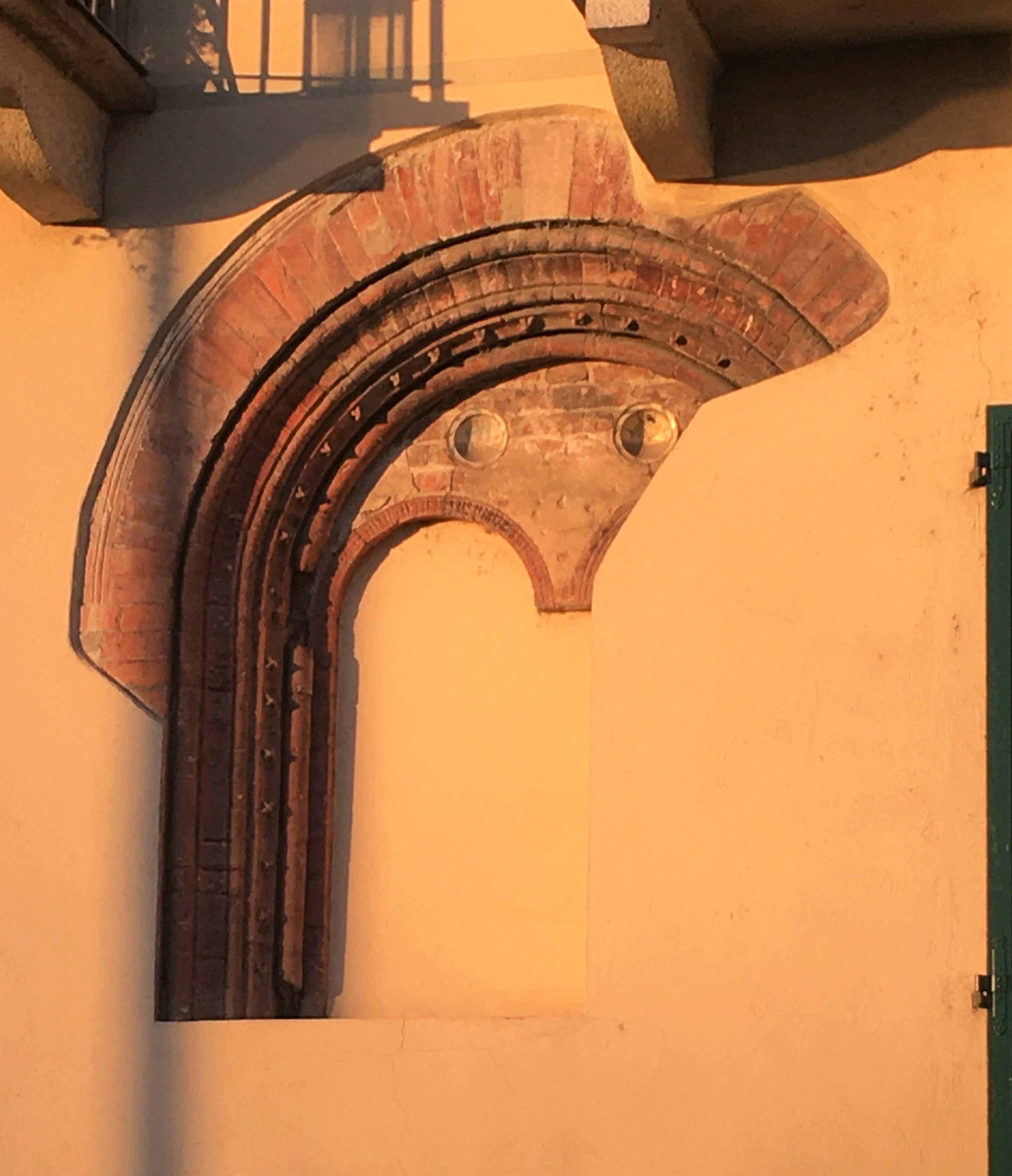
Dettaglio di una delle bifore contenenti bacini ceramici (XIII secolo)

In passato si riteneva che il palazzetto avesse ospitato il fondaco dove veniva stoccato il sale che, tramite il Po e il Ticino, giungeva in città dalle saline dell’adriatico, tuttavia recenti indagini hanno permesso di verificare che il fondaco era ubicato in un altro edificio della medesima via. Rimane tuttavia aperto il quesito se il palazzetto possa essere nato (date le caratteristiche architettoniche) con una destinazione civica. L’edificio, affacciato sul Ticino, si trova nei pressi del ponte Coperto e (pur avendo subito numerosi rifacimenti e manomissioni in età moderna) conserva in vista, ad altezza di primo piano i profili parziali di tre arcate a tuttosesto, pertinenti a bifore o trifore datate alla seconda metà del XIII secolo. La lettura ravvicinata dei frammenti di arcate lasciati in vista evidenzia per le tre finestre una disomogeneità tecnica e stilistica, al punto da poter immaginare per esse anche una cronologia differenziata: ciò non esclude tuttavia un’originaria unità costruttiva, poi tradita da successivi rifacimenti. I tre profili infatti non si accavallano tra loro e sono evidentemente pertinenti  ad aperture distinte. La prima alla sinistra dell’osservatore ha una fattura più arcaica, con quattro semplici modanature a spigolo vivo tra l’arco di scarico più esterno e quello più interno. Intorno alla raggiera di conci trapezoidali è un nastro di mattoni lievemente ricurvi tagliati in costa “a dente di sega”. Il decoro “a dente di sega” in posizione simile non è molto diffuso; in Pavia lo ritroviamo nella stessa casa sotto l’androne di accesso, sulla parete di sinistra, dove profila un portalino oggi murato, costituendo motivo di esclusione di un ipotetico piano terreno loggiato. La bifora centrale del palazetto conserva ancor oggi due bacini ceramici nel diaframma tra gli archetti e l’arcata che li raccoglie, mentre quella di destra si caratterizza per decori formati da fiori tetra petali a rilievo, disposti a regolari intervalli di circa 20/30 cm lungo una delle modanature. Questo particolare elemento nell’edificio convive con un altro decoro di rosetta a quattro petali, a bassissimo rilievo, sulle ghiere degli archetti e con la presenza di modanature complesse. L’insieme si offre come specchio dell’abilità tecnica raggiunta dagli artigiani che producevano laterizi per l’edilizia, con la creazione di stampi di sempre più varia e ricercata foggia.